# Секст Помпей (консул 35 року до н. е.)
Секст Помпей (лат. Sextus Pompeius, дати народження й смерті невідомі ) — державний діяч часів пізньої Римської республіки, консул 35 року до н. е.

## Життєпис
Походив з роду нобілів Помпеїв. Походив зі старшої лінії Помпеїв. Син Секста Помпея Вірдокта та онук відомого правника Секста Помпея, небіж Гней Помпея Магна. Відомий своїми знаннями з права, філософії, геометрії. У 35 році до н. е. його обрали консулом (разом з Луцієм Корніфіцієм). Намагався не вставати на бік одного з триумвірів — Октавіана чи Марка Антонія. Тому вже 1 вересня був замінений консулом-суфектом. Подальша його доля невідома.

## Сім'я
- син Секст Помпей, консул 14 року до н. е.